# Trigonodes angolensis
Trigonodes angolensis är en fjärilsart som beskrevs av Gustav Weymer 1908. Trigonodes angolensis ingår i släktet Trigonodes och familjen nattflyn. Inga underarter finns listade i Catalogue of Life.